# سامسونگ اس‌جی‌اچ-کیو۲۰۰
سامسونگ اس‌جی‌اچ-کیو۲۰۰ یک‌نمونه از گوشی‌های تلفن همراه سری Q شرکت سامسونگ می‌باشد که توسط همین شرکت به بازار عرضه شده‌است.